# Pouilly-sur-Meuse
Pouilly-sur-Meuse (bis 1922 nur Pouilly) ist eine französische Gemeinde mit 172 Einwohnern (Stand 1. Januar 2022) im Département Meuse in der Region Grand Est. Sie gehört zum Arrondissement Verdun und zum Gemeindeverband Pays de Stenay et Val Dunois.

## Geografie
Die Gemeinde Pouilly-sur-Meuse liegt am linken Ufer einer Flussschleife der Maas an der Grenze zum Département Ardennes, etwa 30 Kilometer südöstlich von Sedan. Umgeben wird Pouilly-sur-Meuse von den Nachbargemeinden  Mouzon und Autréville-Saint-Lambert im Norden, Inor im Nordosten, Luzy-Saint-Martin im Osten und Südosten, Laneuville-sur-Meuse im Südosten und Süden sowie Létanne im Westen.

## Bevölkerungsentwicklung
| Jahr      | 1962 | 1968 | 1975 | 1982 | 1990 | 1999 | 2010 | 2021 |
| Einwohner | 211  | 221  | 219  | 169  | 162  | 182  | 210  | 171  |

Im Jahr 1841 wurde mit 800 Bewohnern die bisher höchste Einwohnerzahl ermittelt. Die Zahlen basieren auf den Daten von cassini.ehess und INSEE.

## Sehenswürdigkeiten
- Kirche St. Martin, errichtet zu Beginn des 18. Jahrhunderts
- Scheune als Rest eines ehemaligen Klosters aus dem 12. Jahrhundert (Ableger des Trappistenordens in Orval), seit 1991 Monument historique[4]
- „Schatz von Pouilly“, Pokale und Geschirr aus dem 16. Jahrhundert im Museum in Nancy

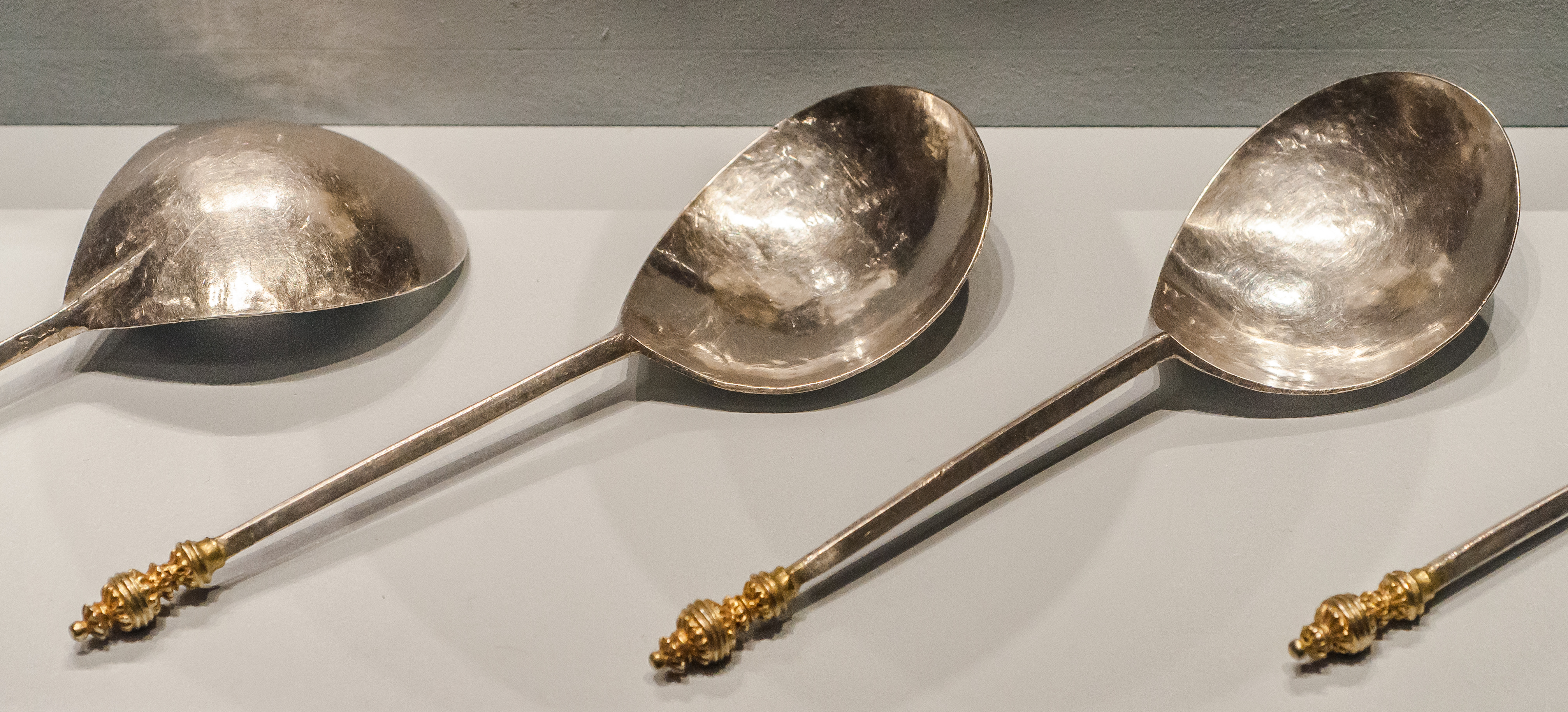
Vergoldete Silberlöffel aus dem Schatz von Pouilly-sur-Meuse (16. Jahrhundert)

## Wirtschaft und Infrastruktur
In der Gemeinde sind sieben Landwirtschaftsbetriebe ansässig (Getreide- und Gemüseanbau, Milchwirtschaft, Rinderzucht).
Vier Kilometer östlich von Pouilly-sur-Meuse verläuft die Fernstraße von Sedan über Stenay nach Verdun. Weitere Straßen verbinden Pouilly mit den Nachbargemeinden Moulins-Saint-Hubert und Luzy-Saint-Martin.

## Persönlichkeiten
Aus Pouilly stammt das Adelsgeschlecht Mensdorff-Pouilly. Bekanntester in Pouilly geborener Vertreter der Familie
war Emmanuel von Mensdorff-Pouilly (1777–1852), österreichischer Feldmarschallleutnant und Vizegouverneur der Festung Mainz.

## Belege
1. ↑  Ortsname auf cassini.ehess.fr
2. ↑  Pouilly-sur-Meuse auf cassini.ehess
3. ↑  Pouilly-sur-Meuse auf INSEE
4. ↑  Eintrag Nr. PA00106699 in der Base Mérimée des französischen Kulturministeriums (französisch).
5. ↑  Landwirtschaftsbetriebe auf annuaire-mairie.fr (französisch)